# Tanghetto
Tanghetto é um grupo argentino de tango eletrônico, ou como eles preferem, de neotango. Sua música é uma fusão do novo tango de Buenos Aires (gênero iniciado po Astor Piazzolla), com música eletrônica, jazz e outros elementos musicais.

## Formação
- Max Masri: sintetizadores e programação, voz
- Diego S. Velázquez: guitarras, sintetizadores
- Antonio Boyadjian: piano acústico e elétrico
- Federico Vazquez: bandoneon
- Chao Xu: violoncelo e erhu
- Daniel Corrado: bateria eletrônica e acústica, percussão

## Discografia
- 2003: Emigrante (eletrotango) (álbum)
- 2004: Hybrid Tango (projeto paralelo)
- 2005: Tangophobia Vol. 1 (compilação: incluye cinco temas de Tanghetto previamente inéditos)
- 2005: Buenos Aires Remixed (álbum de re-mix que inclui covers de "Enjoy The Silence" e "Blue Monday")
- 2006: Live in Buenos Aires (DVD gravado ao vivo)
- 2008: El Miedo a la Libertad (álbum)
- 2009: Mas Alla Del Sur (álbum)
- 2010: VIVO (álbum ao vivo)
- 2011  VIVO Milonguero (álbum ao vivo)
- 2012  Incidental Tango (álbum)
- 2014  Hybrid Tango II (álbum)

## Videografia
- Tangocrisis (do álbum Hybrid Tango) 2005
- Barrio Sur  (do álbum Hybrid Tango) 2006
- Biorritmo   (do álbum Tangophobia Vol. 1) 2006
- Montevideo  (do DVD  Live In Buenos Aires) 2006
- Blue Monday (do álbum Buenos Aires Remixed)  2007
- Mente Fragil (do álbum Emigrante) 2007
- Alexanderplatz Tango (do álbum "Emigrante") 2008
- El Duelo (do álbum "Hybrid Tango") 2008
- Buscando Camorra (do álbum "El Miedo a la Libertad") 2009

## Outras bandas de tango eletrônico
- Bajofondo Tangoclub
- Gotan Project